# Зубарев, Виктор Владиславович
Виктор Владиславович Зубарев (20 февраля 1961, Ужур, Красноярский край — 31 мая 2023, Москва) — российский политик, депутат Государственной Думы V, VI, VII и VIII созывов (2007—2011, 2012—2014 и 2016—2023). Член фракции «Единая Россия», член комитета Госдумы по бюджету и налогам.
Из-за вторжения России на Украину, находился под международными санкциями Евросоюза, США, Великобритании и ряда других стран.

## Биография
В 1983 году окончил Красноярский политехнический институт по специальности «инженер-механик», в 2004 году — Российскую академию государственной службы при Президенте РФ по направлению «государственное и муниципальное управление». Защитил диссертацию в 2001 году в Институте химии и химической технологии Сибирского отделения РАН. Кандидат технических наук.
С 1983 по 1984 год работал монтажником на Красноярском участке «Красноярсккоопстроймонтаж». С 1984 по 1990 год работал инженером в Институте химии и химической технологии, старшим инженером сектора моделирования горных процессов в Институте горного дела СО АН СССР. В 1990 году создал и возглавил кооператив «Прокат», с 1990 по 1996 год работал генеральным директором ПКФ «Эсквайр». С 1996 по 1997 год возглавлял Совет «Фонда развития Сибири». В 1996 году избран депутатом Красноярского городского совета депутатов, в 1997 году досрочно сложил полномочия в связи с избранием депутатом Законодательного собрания Красноярского края. С 1997 по 2007 год трижды избирался депутатом законодательного собрания Красноярского края.
В 2007 году баллотировался в депутаты Государственной Думы ФС РФ V созыва, избран по спискам партии «Единая Россия».
В 2011 году избран депутатом Законодательного собрания Красноярского края, в 2012 году досрочно сложил полномочия депутата Законодательного Собрания, получив вакантный мандат депутата Госдумы Андрея Воробьёва. С ноября 2012 по сентябрь 2014 был депутатом Госдумы, в 2014 году покинул Государственную Думу в связи с назначением заместителем председателя Правительства Красноярского края.
С сентября 2016 года баллотировался Государственную Думу VII созыва, по результатам голосования избран депутатом Госдумы по одномандатному избирательному округу № 56.
На выборах 17—19 сентября 2021 года избран депутатом Государственной Думы VIII созыва по Дивногорскому одномандатному избирательному округу № 56.
Умер 31 мая 2023 года на 63-м году жизни в Москве.

## Увлечения
Кандидат в мастера спорта по боксу. C 1978 года увлекался регболом.

## Законотворческая деятельность
С 2007 по 2019 год, в течение исполнения полномочий депутата Государственной Думы V, VI и VII созывов, выступил соавтором 96 законодательных инициатив и поправок к проектам федеральных законов.

## Общественно-политическая деятельность
- В 2013 году — координатор Либеральной платформы Всероссийской политической партии «Единая Россия»[11]
- В 2013 году — руководитель проекта ВПП «Единая Россия» «Национальная инновационная система»[12]
- В 2018 году — член президиума политического совета Красноярского регионального отделения ВПП «Единая Россия»[13]
- Член Генерального Совета ВПП «Единая Россия»
- С декабря 2018 года — заместитель руководителя Межрегионального координационного совета ВПП «Единая Россия» в Сибирском Федеральном округе
- Советник Президента Общероссийской общественной организации «Деловая Россия»

## Награды
- Почётная грамота Государственной Думы ФС РФ, 2010 год.
- Благодарность Председателя Государственной Думы ФС РФ, 2010 год.
- Благодарность Правительства РФ, Председатель Правительства РФ В. В. Путин, 2011 год.
- Почётный знак «За заслуги в развитии парламентаризма».
- Медаль святителя Николая Чудотворца «За заслуги в благотворительности».
- Медаль «В память 100-летия восстановления Патриаршества в Русской Православной Церкви».
- Благодарственное письмо Президента РФ В. В. Путина, 2020 год[14].